# You’re My Thrill (альбом Дорис Дэй)
You’re My Thrill (с англ. — «Ты — мой трепет») — дебютный студийный альбом американской певицы Дорис Дэй, выпущенный в 1949 году на лейбле Columbia Records.

## Об альбоме
В поддержку альбома был выпущен сингл «Bewitched, Bothered and Bewildered», который добрался до 9 места в чарте Billboard Hot 100 и возглавил радиочарт Your Hit Parade. Сам альбом смог подняться до 5 места в чарте Billboard Top Albums.
Первоначально альбом издавался целой пластинкой, позже состоялся релиз на двух пластинках и даже четырёх. В 1955 году лейбл выпустил альбом Day Dreams, куда вошли все песни из данного альбома, а также четыре новых, тем не менее альбом считается не сборником, а полноценным альбомом. В 2004 году вышла ремастеринговая копия на CD, к оригинальному альбому You’re My Thrill добавили альбом Young at Heart, четыре «новые» песни из Day Dreams, а также неизданные ранее четыре песни.

## Список композиций
| №                   | Название                             | Автор(ы)                                     | {{{extra_column}}}                    | Длительность |
| ------------------- | ------------------------------------ | -------------------------------------------- | ------------------------------------- | ------------ |
| 1.                  | «You’re My Thrill»                   | Джей Горни, Сидни Клэр                       | John Rarig & Orchestra                | 2:56         |
| 2.                  | «Bewitched, Bothered and Bewildered» | Ричард Роджерс, Лоренц Харт                  | The Mellowmen, John Rarig & Orchestra | 2:43         |
| 3.                  | «I’m Confessin’ (That I Love You)»   | Док Доэрти, Эл Джей Нейберг, Эллис Рейнольдс | The Mellowmen, John Rarig & Orchestra | 2:45         |
| 4.                  | «Sometimes I’m Happy»                | Винсент Юманс, Ирвинг Сизар                  | The Mellowmen, John Rarig & Orchestra | 2:36         |
| 5.                  | «You Go to My Head»                  | Джей Фред Кутс, Хейвен Гиллеспи              | George Siravo & Orchestra             | 2:52         |
| 6.                  | «I Didn’t Know What Time It Was»     | Ричард Роджерс, Лоренц Харт                  | The Mellowmen, John Rarig & Orchestra | 3:05         |
| 7.                  | «When Your Lover Has Gone»           | Эйнер Аарон Суон                             | John Rarig & Orchestra                | 2:58         |
| 8.                  | «That Old Feeling»                   | Сэмми Фейн, Лью Браун                        | John Rarig & Orchestra                | 3:03         |
| Общая длительность: | Общая длительность:                  | Общая длительность:                          | Общая длительность:                   | 22:38        |

| №   | Название                                    | Длительность |
| --- | ------------------------------------------- | ------------ |
| 9.  | «Imagination»                               | 3:16         |
| 10. | «If I Could Be With You (One Hour Tonight)» | 3:24         |
| 11. | «I've Only Myself To Blame»                 | 3:21         |
| 12. | «Darn That Dream»                           | 3:18         |

## Чарты
| Чарт (1949)                | Высшая позиция |
| -------------------------- | -------------- |
| США (Billboard Top Albums) | 5              |